# Counter-Strike: Condition Zero
Counter-Strike: Condition Zero este un joc video de tip first-person shooter dezvoltat de Ritual Entertainment, Turtle Rock Studios și Valve, și publicat de Sierra Entertainment și Valve. A fost lansat în martie 2004 pentru Windows drept continuarea lui Counter-Strike (2000). Condition Zero utilizează motorul GoldSrc și are un mod multiplayer, care prezintă modele de caractere actualizate, texturi, hărți și alte ajustări grafice. Acesta include, de asemenea, două campanii single-player; Tour of Duty și Condition Zero: Deleted Scenes.
Alături de diverse alte titluri Valve, jocul a primit versiuni pentru OS X și Linux în 2013.

## Gameplay
Cea mai mare diferență dintre Counter-Strike și Condition Zero este că toate hărțile, modelele jucătorilor și modelele armelor, au primit actualizări ale graficii lor, îmbunătățind detaliile și modificându-le ușor. Modul de joc este separat în două părți; jocul multiplayer și campania singleplayer add-on.

### Condition Zero
Jocul principal, Condition Zero, se joacă în mare parte la fel precum Counter-Strike, cu includerea boților și o campanie „Tour of Duty” pe hărți multiplayer. Jocul dispune de un sistem de progresie liniară în care jucătorul trebuie să finalizeze fiecare hartă prin înfrângerea boților adversari și prin completarea provocărilor de-a lungul drumului, cum ar fi uciderea unui anumit număr de inamici, salvarea unui anumit număr de ostatici sau uciderea unui inamic cu o anumită armă - noile hărți sunt deblocate după ce una anterioară este finalizată.
Toate modurile de joc din Counter-Strike sunt prezente și în Condition Zero. Au fost făcute modificări minore la modul de joc de salvare a ostaticilor pentru a permite ostaticilor să ajungă singuri în zona de extracție dacă nu sunt confruntați cu un terorist și se vor ascunde dacă se aud focuri de armă.

### Deleted Scenes
Deleted Scenes este nou pentru Counter-Strike prin faptul că oferă o campanie singleplayer offline, care nu este bazată pe o arenă, pentru jucător, în care acesta participă la o serie de misiuni diverse în întreaga lume, angajându-se în schimburi de focuri cu diverși inamici drept „Contraterorist”. Acest add-on de joc folosește unelte și echipamente din jocul multiplayer principal oarecum diferit, unde jucătorul le folosește pentru secvențe interactive scriptate. Îndeplinirea unui nivel deblochează o nouă misiune undeva pe glob pe care jucătorul o poate selecta. Armele furnizate jucătorului se bazează strict pe tipul de misiune pe care îl joacă, deoarece nu mai există un meniu de cumpărare pentru unelte și echipamente, deși jucătorul poate găsi și ridica în continuare arme de-a lungul drumului. Misiunile sunt în general fără legătură între ele și sunt menite să se concentreze asupra acțiunii imediate, astfel încât poveștile și acțiunile din fiecare nivel sunt autonome.
Jucătorul este mai greu de ucis în acest mod de joc, pentru a compensa aparent faptul că poți muri destul de repede în modul obișnuit de Counter-Strike. În general, modul de joc este mai mult asemănător unui film de acțiune, cu accent pe evenimente statice și progresie liniară prin fiecare nivel.

## Dezvoltare
Dezvoltarea pentru Condition Zero a fost începută în 2000 de către Rogue Entertainment, și a fost anunțată inițial lansarea în mai 2001 la evenimentul E3 din acel an. Producătorul Rogue pentru joc, Jim Molinets, s-a mutat mai târziu în acel an la Sony și compania de dezvoltare a dispărut. Ulterior, Valve i-a contractat pe cei de la Gearbox Software, dezvoltatorii pachetelor de expansiune pentru Half-Life, astfel încât Valve să se poată concentra pe Team Fortress 2 și noul său motor.
Gearbox a creat o revizuire totală a Counter-Strike cu modele de înaltă calitate și grafică îmbunătățită. De asemenea, au adăugat alpha blending, permițând efecte realiste ale vremii, un mod de joc pentru un singleplayer, similar cu jocul final, bazat pe inspirația lui Randy Pitchford din jocuri pentru console precum Tony Hawk's Pro Skater și Gran Turismo 3: A-Spec, și au inclus arme explozive precum cocktailuri Molotov, bombe cu gaze lacrimogene, mitraliera M60 și racheta M72 LAW. De asemenea, au folosit lansarea platformei Steam în avantajul lor pentru a preveni trișarea prin asigurarea actualizărilor constante ale codului.
În documentarul Unforeseen Consequences din 2018, Pitchford a declarat intervievatorilor că, după ce dezvoltarea a fost aproape de finalizare, Valve a solicitat ca Gearbox să pivoteze spre o campanie liniară în stilul muncii lor pe Half-Life: Opposing Force. Acest lucru l-a supărat pe Pitchford, care a decis ulterior că Gearbox se va îndepărta de proiect în iulie 2002.
Agitația de dezvoltare a dus la ratarea termenului limită pentru sfârșitul anului 2002. Proiectul a fost predat către Ritual Entertainment, care a refăcut complet jocul într-unul single-player cu 20 de misiuni neconectate. Se aștepta ca jocul să fie lansat la începutul anului 2003 cu un mod multiplayer secundar de către Turtle Rock Studios, și lansat alături de versiunea Xbox a Counter-Strike. Capcom a publicat jocul în Japonia.
Cu toate acestea, după ce a anunțat finalizarea jocului și a distribuit copii de recenzie ale muncii realizate de Ritual, Valve a văzut un scor mediu de recenzie de aproximativ 60%, iar munca la Condition Zero a fost practic reluată. Cota de dezvoltare a Ritual a fost eliminată, iar Valve a desemnat pe Turtle Rock pentru a termina dezvoltarea. Ei au implementat un nou AI bot care a fost testat beta în Counter-Strike 1.6 înainte de lansare. Jocul final conținea o versiune care reflecta versiunea Gearbox, împreună cu 12 misiuni recuperate din porțiunea single-player a Ritual, numită Deleted Scenes.

## Recepție
Condition Zero a primit „recenzii mixte sau medii”. Are un scor de 65 din 100 pe Metacritic, bazat pe recenziile a 33 de critici. Jocul a fost lăudat pentru inteligența sa artificială și noile hărți, în timp ce a fost criticat pentru că a fost depășit tehnologic în urma dezvoltării sale îndelungate.

## Jocul competitiv
Condition Zero a fost prezentat în turnee, deși nici Condition Zero, nici Counter-Strike: Source nu au reușit să genereze un interes masiv din partea jucătorilor versiunii originale de Counter-Strike, așa cum a făcut succesorul lor Counter-Strike: Global Offensive.